# Мулинхъ
Мулинхъ (на китайски: 穆稜河; на пинин: Mùlíng Hé) е река в Североизточен Китай, в провинция Хъйлундзян, ляв приток на Усури (десен приток на Амур). С дължина 577 km и площ на водосборния басейн 18 500 km² река Мулинхъ води началото си на 722 m н.в. от западните склонове на хребета Мулинводзилин (съставна част на Манджуро-Корейските планини). В горното течение тече на север покрай източното подножие на планината Лаоелин в сравнително широка планинска долина. При град Дзиси излиза от хълмистите райони, завива на североизток и до устието си тече през Приханкайската низина през силно заблатени райони. Влива се отляво в река Усури (десен приток на Амур) на 51 m н.в. на китайско-руската граница. Основни притоци: леви – Дашитоухъ, Лейфънихъ, Сяомулинхъ; десни – Хуанихъдзъхъ. Има ясно изразено пролетно-лятно пълноводие и зимно маловодие. Водите ѝ се използват за транспортиране на суров дървен материал. Долината на Мулинхъ е гъстонаселена (главно в средното течение), като най-големите селища са градовете Мулин, Дзиси, Мишан, Хулин.